# Garnet (アルバム)
『garnet』（ガーネット）は、日本の声優、田中理恵の1枚目のオリジナル・アルバム。2001年2月7日にSME・ビジュアルワークスより発売された。

## 概要
- 本作は、田中理恵の声と音楽のハイブリッドCD『Club Rie-Rie』以来、初となるフルアルバム。
- 1998年に発売されたPlayStation用ゲームソフト『悠久幻想曲 2nd Album』のオープニングテーマに起用された本人のデビュー曲「永遠の親友」の他、OVA『GRANDEEK〜外伝〜』エンディングテーマ「海の見える丘で」、テレビアニメ『破壊魔定光』エンディングテーマ「好きだった歌のように〜Like a favorite song〜」やテレビアニメ『鋼鉄天使くるみ』オープニングテーマ「KissからはじまるMiracle」のソロ[注 1]リアレンジバージョンを含む10曲が収録されている。
- 本人がテレビアニメ『ちょびっツ』のリードヘロイン「ちぃ」として活躍し、アルバム『24 wishes』をリリースした後、2003年1月29日に本作が再発された[2]。

## 収録曲
| 全編曲: 寺嶋民哉。 |                                                  |                    |                    |       |
| #                  | タイトル                                         | 作詞               | 作曲               | 時間  |
| 1.                 | 「永遠の親友」(acappella version)                | タケカワユキヒデ   | タケカワユキヒデ   | 4:03  |
| 2.                 | 「ぼくは君が好き」                               | feathers           | 寺嶋民哉           | 5:01  |
| 3.                 | 「Have You Never Been Mellow」                   | ジョン・ファーラー | ジョン・ファーラー | 3:31  |
| 4.                 | 「Kissから始まるMiracle」(Jazz Version)          | 荒川稔久           | 佐藤俊彦           | 4:35  |
| 5.                 | 「好きだった歌のように～Like a favorite song～」 | 森由里子           | 寺嶋民哉           | 4:19  |
| 6.                 | 「garnet」                                       | 松本花奈           | 寺嶋民哉           | 4:52  |
| 7.                 | 「海の見える丘で」                               | 濱田理恵           | 寺嶋民哉           | 5:09  |
| 8.                 | 「あなたに似た人」                               | 森由里子           | 寺嶋民哉           | 5:55  |
| 9.                 | 「SKY」                                          | feathers           | 寺嶋民哉           | 5:30  |
| 10.                | 「ただいま」                                     | 森由里子           | 寺嶋民哉           | 5:47  |
| 合計時間:          | 合計時間:                                        | 合計時間:          | 合計時間:          | 48:42 |